# Archipel de la Société
L'archipel de la Société, aussi connu sous l'expression toponymique îles de la Société (en tahitien : Tōtaiete mā), est situé dans le Nord-Ouest de l'océan Pacifique Sud, au nord du tropique du Capricorne, à un peu moins de la moitié de la distance séparant l'Australie du Salvador, en Amérique centrale. 
Papeete, le chef-lieu administratif, est à 1 147 km à l'est-nord-est d'Avarua, aux îles Cook, et à 4 095 km à l'est-nord-est d'Auckland, en Nouvelle-Zélande. À environ 430 km plus à l'est, l'atoll d'Anaa (dans les îles Tuamotu) est l'une des plus proches terres hors de l'archipel de la Société.
L'archipel de la Société est le plus peuplé des cinq ensembles insulaires formant la Polynésie française. Il est divisé en deux groupes : les îles du Vent (comprenant Tahiti qui est la plus peuplée et la grande île de la Polynésie française et où se situe sa capitale Papeete) et les îles Sous-le-Vent. On y parle le français et le tahitien (reo Tahiti).

## Géographie
Les îles de la Société sont géographiquement divisées en deux groupes d'atolls :

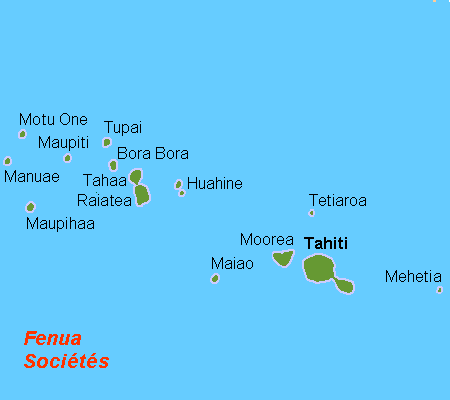
Les îles Sous-le-Vent, à l'ouest, et les îles du Vent, à l'est.

- les îles du Vent à l'est (administrées par treize communes), qui comptent trois grandes îles et deux atolls :
  - Tahiti : la plus grande île en Polynésie française, administrée par douze communes : Arue, Faaa, Hitiaa O Te Ra, Mahina, Paea, Papara, Papeete (chef-lieu des îles de la Société et de la Polynésie française), Pirae, Punaauia, Taiarapu-Est (partie principale de la commune), Taiarapu-Ouest et Teva I Uta ;
  - Mehetia : île volcanique inhabitée dépendant de la commune de Taiarapu-Est sur l'île de Tahiti ;
  - Tetiaroa : atoll dépendant de la commune d'Arue sur l'île de Tahiti ;
  - Moorea : principale île de la commune de Moorea-Maiao ;
  - Maiao : atoll (quasi formé, incluant une île centrale peu élevée et en partie submergée) dépendant de la commune de Moorea-Maiao ;

Carte topographique des îles Sous-le-Vent et de localisation des îles du Vent dans l'archipel de la Société.

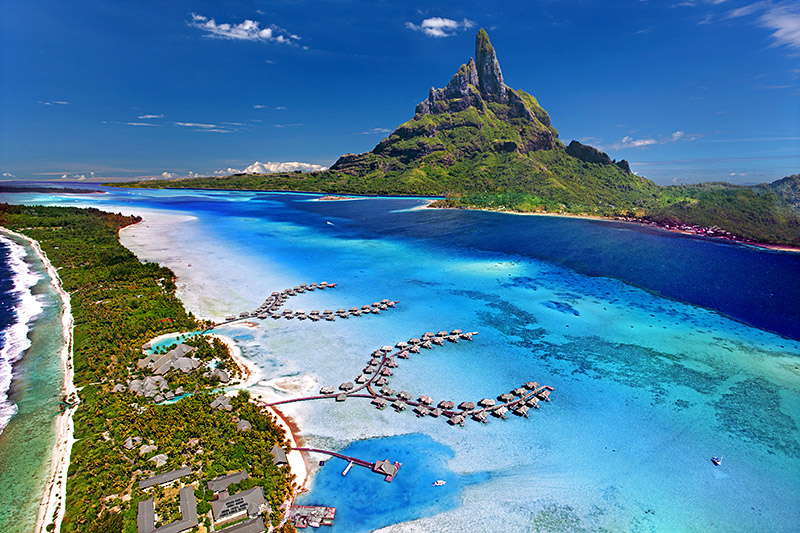
Bora Bora.

- les îles Sous-le-Vent à l'ouest (administrées par sept communes), qui comptent trois grandes îles et six atolls :
  - Raiatea : deuxième plus grande île, administrée par trois communes : Taputapuatea, Tumaraa et Uturoa ;
  - Tahaa : grande île et commune séparée, dans le même lagon que l'île de Raiatea ;
  - Huahine : grande île et commune séparée ;
  - Bora Bora : principal atoll de la commune de Bora-Bora ;
  - Tupai : atoll dépendant de la commune de Bora-Bora ;
  - Maupiti : principal atoll de la commune de Maupiti ;
  - Manuae : atoll dépendant de la commune de Maupiti ;
  - Maupihaa (communément appelé Mopelia) : atoll dépendant de la commune de Maupiti ;
  - Motu One : atoll dépendant de la commune de Maupiti.

## Histoire

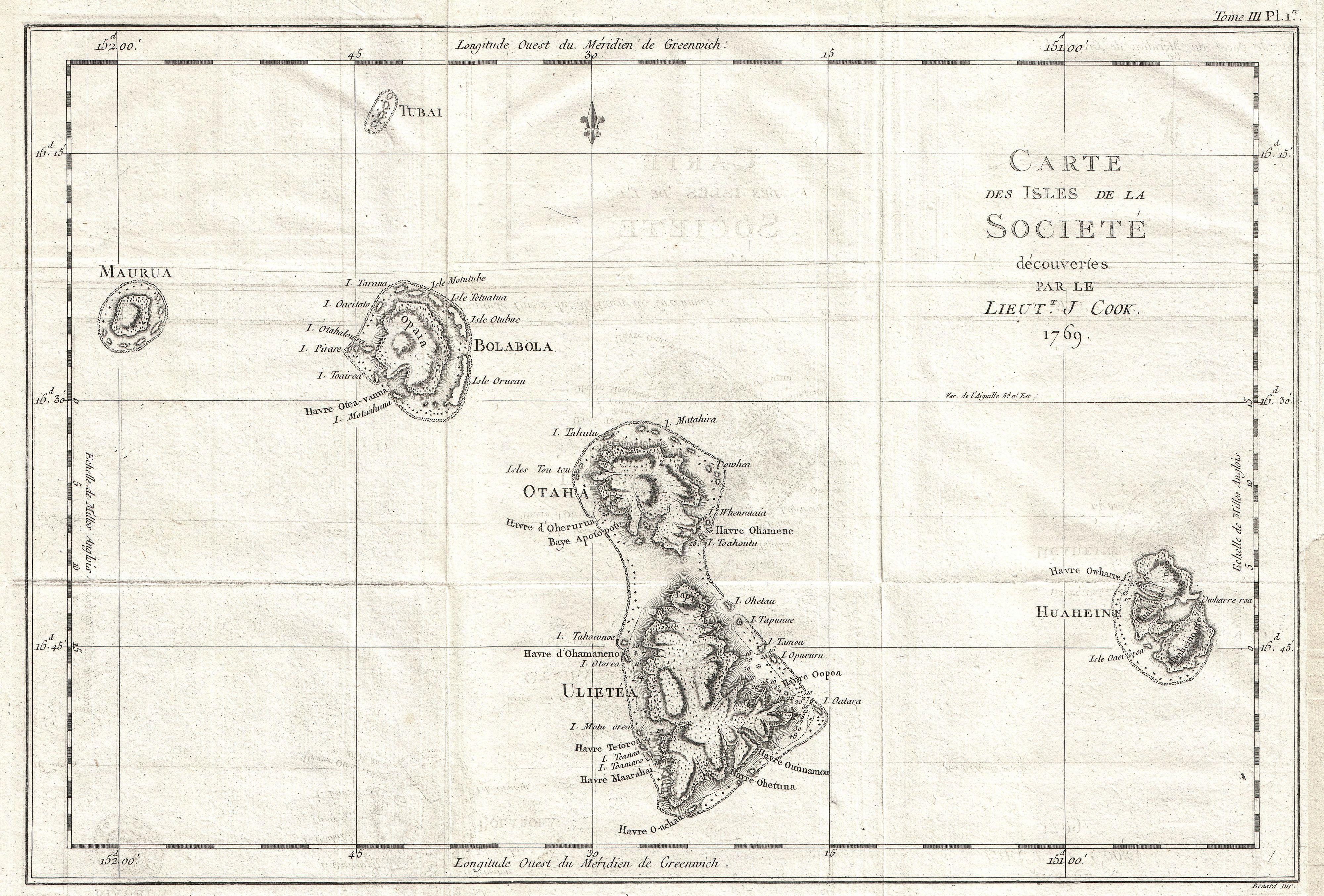
Carte des îles de la Société en 1769.

Géologiquement, les îles de l'archipel ont été formées par le point chaud de la Société.
C'est James Cook qui, en 1769, attribue ce nom à ce que nous appelons aujourd'hui les Iles Sous-le-Vent, avant que le terme soit également étendu aux Îles du Vent. 
Il est très fréquemment affirmé, même par les sources les plus fiables, que ce nom aurait été donné à ces îles en hommage à la Société royale de Londres, qui avait financé l'expédition de James Cook. Le journal de bord de ce dernier est cependant explicite : Sunday 16th. (July 1769) Winds at South and South-South-East.  Latitude observed, 16 degrees 40 minutes South. Three other Islands in sight, namely, Ulietea, Otaha, and Bolabola.  So called by the Natives, and it was not thought adviseable to give them any other names; but these three, with Huaheine, Tuibai, and Maurua, as they lay contiguous to one another, I have named Society Isles. (« Dimanche 16 juillet 1769. Vents au Sud et Sud-Sud-Est. Latitude observée, 16 degrés 40 minutes Sud. Trois autres îles en vue,  à savoir, Ulietea (Raiatea), Otaha (Taha'a), et Bolabola (Bora Bora). Ainsi qu'elles sont nommées par les natifs, et il n'a pas été jugé recommandable de leur donner d'autres noms; mais ces trois, avec Huaheine (Huahine), Tuibai (Tupai), et Maurua (Maupiti), en tant qu'elles gisent à proximité l'une de l'autre, je les ai nommées îles de la Société. »).
C'est donc en raison de leur situation de contigüité (elles forment entre elles une « société ») que ces îles sont nommées îles de la Société.